# 松浦亜弥
松浦 亜弥（まつうら あや、1986年6月25日 - ）は、日本の歌手、タレント、女優、元アイドル。愛称は、あやや。
兵庫県姫路市出身。身長156cm。元ハロー!プロジェクトの一員。2017年9月15日以前はアップフロントクリエイトに所属していた。夫はw-inds.の橘慶太。

## 略歴

### オーディション合格まで
幼い頃から母親の影響で歌うことが好きであり、漠然と歌手になれたらいいと考えていた。しかし歌手になる方法を考えたことはなかった。そんな中、友達から借りたCD「ハッピーサマーウェディング」 に「第4回モーニング娘。&平家みちよ妹分オーディション」の案内が同封されており、同オーディションに応募した。同オーディションで歌った曲は浜崎あゆみの「Far away」であるが、歌ったことをよく覚えておらず、オーディションの審査員からの質問にもうまく答えられていない「気がする。」と述懐している。しかし2000年8月29日、同オーディションに合格。オーディションの状況から「予想外」であったと述べている。

### 2000年 - 2004年
2000年
- 10月、歌手デビューに先立ち「美・少女日記」[注 2] に出演し、14歳で女優としてデビューした。

2001年
- 「Hello! Project 2001 すごいぞ! 21世紀（1月2日 - 2月25日）」が歌手御披露目。「100回のKISS」（2番の歌詞が当時未完成だった）を歌う。
- 4月11日、「ドッキドキ!LOVEメール」で歌手としてメジャーデビュー。
- 2001年ニッポン放送の春のキャンペーンのイメージキャラクターに選ばれ、番組開始。
- 第39回ゴールデン・アロー賞最優秀新人賞に選ばれる。
- 12月31日、第52回NHK紅白歌合戦（NHK総合・ラジオ第1）に初出場（詳細はNHK紅白歌合戦出場歴を参照）。歌唱曲は「LOVE涙色」。

2002年
- 3月、「Mの黙示録」にて男声コーラスグループBaby Booと共演した折に「LOVE涙色」をアカペラコーラス付で歌わせて貰い、歌い終わると感動で号泣する。
- 5月14日、日本プロ野球の戦後初となる海外公式戦「ダイエー対オリックス」（台湾・台北市立天母棒球場）で始球式と国歌独唱を務める。
- 8月9日、フジテレビにて放送された『天使の歌声 〜小児病棟の奇跡〜』に（より子役で）主演。ドラマ主役を演じるのは初（第29回放送文化基金賞の出演者賞を受賞）。
- 日中国交正常化30周年記念ASIA2002 MUSIC FESTIVAL IN 上海に出場。10月20日にNHKにて放送。
- 11月20日、後藤真希、藤本美貴とごまっとうを結成。
- 12月31日、第53回NHK紅白歌合戦（NHK総合・ラジオ第1）に2年連続2回目の出場。歌唱曲は「Yeah! めっちゃホリディ」。

2003年
- 3月15日、初出演映画『青の炎』が公開される。この映画で第18回高崎映画祭最優秀新人女優賞を受賞。
- 9月9日、Gatas Brilhantes H.P.（ガッタス ブリリャンチス H.P.）結成に参加（2004年3月に脱退）。
- 10月1日、新幹線のぞみ姫路駅発着開始記念一日駅長（JR西日本）。
- 12月31日、第54回NHK紅白歌合戦（NHK総合・ラジオ第1）に3年連続3回目の出場。歌唱曲は「ね〜え?」。

2004年
- 3月13日、J1の開幕戦神戸対市原の試合前に開催されたオープニングセレモニーの特別ゲストとして招待された。
- 4月2日、春の全国交通安全運動の一環として、警視庁丸の内警察署の一日署長を務める。
- 6月28日、18歳の誕生日直後に「あなたがいるから、矢口真里」にゲスト出演し生放送の深夜放送に進出。
- 7月 - 9月、日本テレビ系連続テレビドラマ『愛情イッポン!』（毎週土曜日21時〜21時54分）で初主演。
- 8月8日、神宮外苑花火大会のイベント（日刊スポーツ主催）で、WやBerryz工房と、国立霞ヶ丘競技場にてライブ出演。
- 9月17日、「第44回 ACC CM FESTIVAL」（全日本シーエム放送連盟 (ACC) 主催）で「ベスト演技賞」を受賞。受賞作はグリコプリッツの「ツップリどすこい」篇。
- 10月6日、後浦なつみ結成（後藤真希、安倍なつみと3人で）。
- 10月20日、「トリビアの泉」で品評会メンバーとして登場。
- 12月31日、「後藤真希&松浦亜弥」として第55回NHK紅白歌合戦（NHK総合・ラジオ第1）に出場。デビュー以来4年連続の出場。歌唱曲は「冬の童謡〜メリークリスマス&ハッピーニュー2005年〜」。

### 2005年 - 2009年
2005年

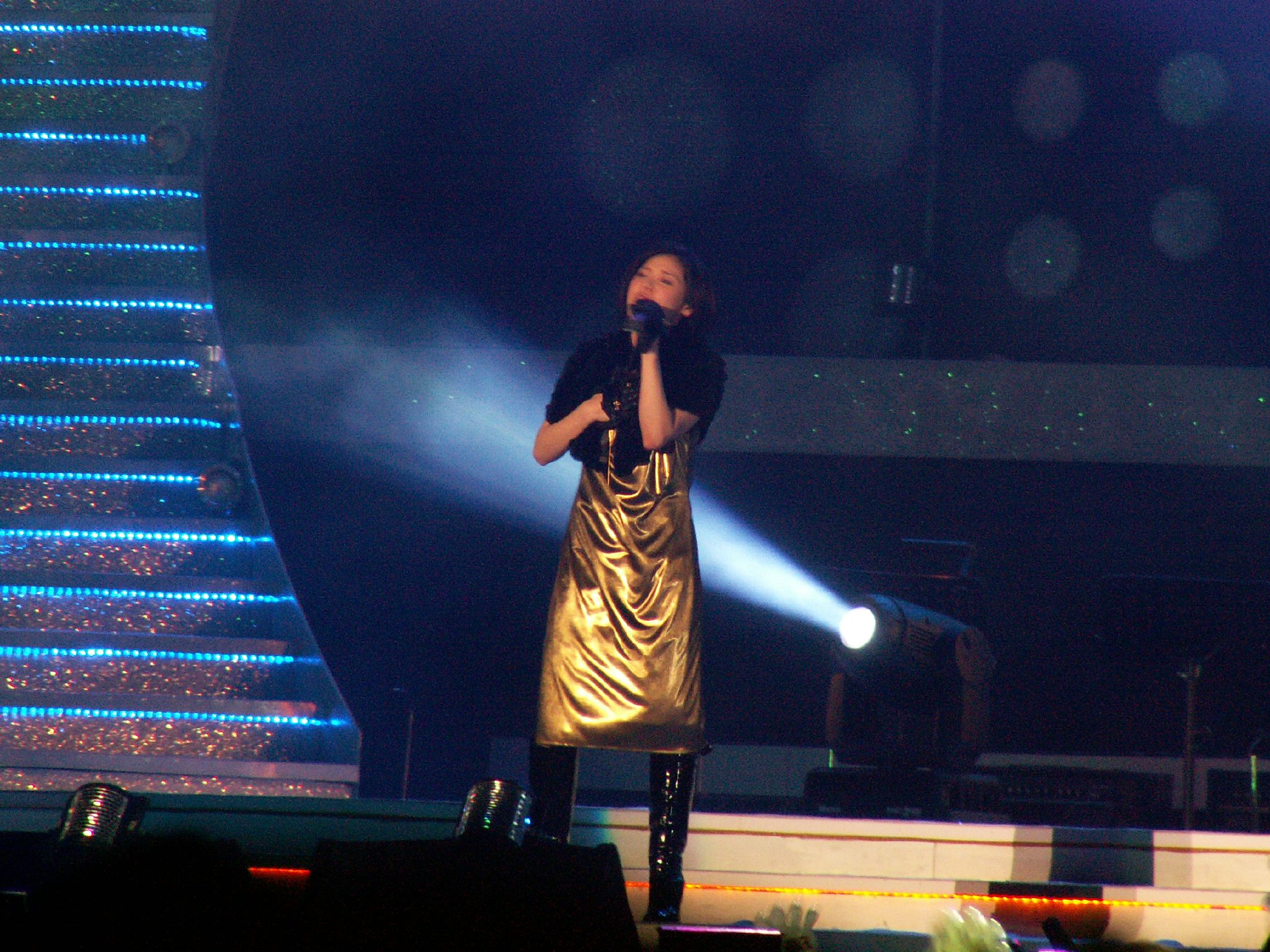
2006年撮影

- 1月26日、第16回日本ジュエリーベストドレッサー賞（東京ビッグサイト（東京・有明）会場）の「10代部門」で受賞。
- 3月6日、J1の開幕戦神戸対C大阪の試合前に開催されたオープニングセレモニーの特別ゲストとして招待された。
- 4月、深夜放送パーソナリティーと複数のバラエティ番組のレギュラー出演者に一気に就任。
- 5月10日、「愛・地球博」会場にて世界湖沼会議を記念したジャパン・ラブリバーコンサートが一日三回開催され参加「夏の思い出」（江間章子（えましょうこ）作詞、中田喜直作曲）等を歌う。
- 5月27日、京セラドーム大阪にて行われた日本プロ野球セ・パ交流戦巨人対オリックスにて始球式に参加。
- 6月24日、「歌声はひばりと共に2005〜6.24 美空ひばり17thメモリアルコンサート in 武道館〜」に出場。草原の人を歌う。
- 8月19日、石見利勝姫路市長から「ひめじ観光大使」に任命される。
- 8月20日、兵庫県姫路市姫路城三の丸広場特設ステージに於いて「新姫路市誕生記念松浦亜弥・W・メロン記念日 コンサート in 姫路城 〜松浦亜弥 里帰りスペシャル〜」が行われる。
- 9月25日、愛・地球博の閉会式に出席。徳仁皇太子、小泉純一郎首相、中川昭一経産相、豊田章一郎万博協会会長をはじめ内外の要人が列席する中、閉会式イメージソング「Friend Love Believing〜EXPO2005」を歌う。
- 10月19日、安倍なつみ、後藤真希、石川梨華とともに「DEF.DIVA」（デフ.ディヴァ）を結成。
- 11月、日本郵政公社のゆうパックCMキャラクターに抜擢。全国の郵便局に等身大の縦看板を設置。郵便貯金のCMキャラクターを務めていた牧瀬里穂以来約13年ぶり。ステージ衣装（楽曲を歌うときのもの）をイメージしたコスチューム。
- 11月16日、サッカー日本代表強化試合「キリンチャレンジカップ」日本対アンゴラ戦（国立霞ヶ丘競技場陸上競技場）で、国歌独唱。
- 12月31日、「松浦亜弥&DEF.DIVA」として第56回NHK紅白歌合戦に出場。デビュー以来5年連続の出場。歌唱曲は「気がつけば好きすぎて♪盛り上がって♪LOVEマシーン!」（モーニング娘。と同枠での出演）。

2006年
- 2月5日、映画「スケバン刑事 コードネーム=麻宮サキ」制作発表。4代目麻宮サキ就任。
- 3月18日 - 4月16日、六本木ヒルズ内の森アーツセンターギャラリーで開催された、写真家ウィン・シャ（中国語版）による写真展「ウィン・シャ エキシビション」にて、モデル出演。
- 6月9日、中国・上海のライブハウス「新天地ARK」にて、単独ライブを開催。
- 6月14日、藤本美貴とユニットGAMを結成。
- 6月16日、薬物乱用防止キャンペーン「ダメ。ゼッタイ」のイメージキャラクターとして、首相官邸にて小泉純一郎首相を表敬訪問[4]。
- 6月28日、パチンコ台「CR松浦亜弥」（ビスティ）を発表。
- 9月13日に、GAMとしてのデビューシングル「Thanks!」をリリース。
- 10月9日、顎関節症のため、コンサートツアー「進化ノ季節…」相模原（グリーンホール相模大野）の公演を直前で中止。
- 12月31日、「GAM」としてモーニング娘。と共に第57回NHK紅白歌合戦に出場。史上4人目（女性では後藤真希に次いで2人目、藤本美貴も同時達成）となる「三度目の初出場」を達成。歌唱曲は「Thanks! 歩いてる2006 Ambitiousバージョン」。

2007年
- 5月26日 - 7月3日「GAM 1stコンサートツアー2007初夏 〜グレイト亜弥&美貴〜」公演を行う（7会場19公演）。
- 6月19日、薬物乱用防止キャンペーン「ダメ。ゼッタイ」のイメージキャラクターとして、首相官邸にて安倍晋三首相を表敬訪問[5]。
- 8月5日 - 14日、主演舞台「すけだち」、新宿コマ劇場で上演。
- 10月13日 - 11月24日、1年振りのソロツアーとなる「松浦亜弥コンサートツアー2007秋 〜ダブル レインボウ〜」公演を行う（5会場14公演）。

2008年
- 3月7日、「きずな」がスペシャルオリンピックス日本冬季ナショナルゲームの大会応援歌に選定され、山形市総合スポーツセンターで行われた開会式にシークレットゲストとして登場し同曲を披露した。
- 3月18日、「第25回全国菓子大博覧会・兵庫（姫路菓子博2008）」（兵庫県姫路市にて4月18日から5月11日まで開催）の、広報宣伝局長に任命される。
- 4月12日、両国国技館での「NSD Challenge 2008 Value up」にタケカワユキヒデと出演。
- 10月24日、厚生労働省による障害者雇用促進活動「ATARIMAEプロジェクト」のサポーター代表に任命され、舛添要一厚生労働相から任命証等を授与される[6]。

2009年
- 1月5日、自宅にて左足薬指を強打し、左第四趾末節骨折。全治6週間と診断される。所属事務所からの発表は1月9日。発表翌日の1月10日から始まったエルダークラブコンサートには患部をテーピングで固定して出演した[7]。
- 3月31日、ハロー!プロジェクト卒業。翌月からファンクラブも「ハロー!プロジェクト」から「AYAWAY」として独立。
- 8月26日、スタ☆ブロにて公式ブログを開始。初回の書き込みで、翌週から開始するコンサートツアーを最後にツアー活動を当面休止すると宣言。但し単発でのライブ・コンサートは継続するとのこと。

### 2010年 -
2010年
- 3月30日、神宮球場で行われたプロ野球「東京ヤクルトスワローズ対中日ドラゴンズ」戦にて、国歌独唱および始球式を務める[8]。
- 10月から缶コーヒー「Roots」CMに出演するユニット「コーラスジャパン」に参加[9]。

2011年
- 3月27日、『FNS音楽特別番組 上を向いて歩こう 〜うたでひとつになろう日本〜』にコーラスジャパンの一員として出演。
- 4月1日放送のテレビドラマ『サクラとさつき』（朝日放送、関西ローカル）に主演[10][11]。
- 4月11日、歌手としてデビューから10周年を迎える。
- 8月30日、4年程前から子宮内膜症の診断を受けていたことを公表した[12]。
- 12月21日、10周年記念ベストアルバム「松浦亜弥 10TH ANNIVERSARY BEST」を発売。それに合わせ12月8日・9日に丸の内、発売日は名古屋でライブを行った。

2012年
- 2月5日、赤坂BLITZにてファンクラブ会員限定ライブ「Aya Matsuura Maniac Live Vol 4」開催。

2013年
- 8月4日、2001年頃から交際していたw-inds.の橘慶太との結婚を発表、同日の未明に東京都内の区役所へ婚姻届を提出した[13][14][15]。
- 10月1日、所属事務所をアップフロントプロモーションから同アップフロントグループのアップフロントクリエイトへ移籍。
- 12月20日〜21日、東京・丸の内にあるライブレストラン・コットンクラブにて、「松浦亜弥 - ラグジュアリー・クリスマス・ナイト2013」を開催。
- 12月31日、「Hello! Project COUNTDOWN PARTY 2013 〜 GOOD BYE & HELLO! 〜」出演。同イベントを以て、無期限活動休止に入る。

2014年
- 3月31日、ファンクラブ「AYAWAY」運営終了。
- 12月24日、夫の橘との連名FAXで、第1子女児出産を報告[16]。出産日、名前等は非公表。

2017年
- 9月15日付で、アップフロントクリエイトとの専属マネジメント契約を終了し、夫の橘の個人事務所に移籍[17]。

2018年
- 7月31日、第2子出産を夫の橘がインスタグラムで報告[18]。性別は非公表。

2020年
- 12月9日、第3子出産を橘がインスタグラムで報告[19]。

2022年
- 1月27日、AmazonAudibleにて配信開始されたマシュー南のポッドキャスト番組『Matthew's Matthew マシュー南の部屋の中のマシュー』の初回ゲストとして特別出演[20][21]。
- 4月18日から放送の、ネスレ日本「ネスカフェ エクセラ」のテレビCMで、11年半振りにCM出演し、オリジナルCMソングで歌声を披露[22]。
- 11月25日、夫の橘慶太プロデュースによる配信シングル「Addicted」リリース。アップフロント退所後初の作品で、シングルとしては「チョコレート魂」以来13年半ぶりとなる[23]。

2024年
- 10月23日、竹内まりや10年振りのアルバム『Precious Days』にベストアルバム『松浦亜弥 10TH ANNIVERSARY BEST』に新曲として収録されていた竹内まりや作詞作曲の「Subject:さようなら」のセルフカバーが収録された。収録するに当たり、竹内からコーラス依頼を受けて参加。但し休業中の為、自宅で夫のエンジニアリングで多重録音コーラスを録音する形での参加となった。

2025年
- 2月23日、ハロー!プロジェクト時代にリリースした楽曲を翌24日より各サブスクリプション型（定額制）音楽ストリーミングサービスで配信開始することを発表[24]。

## 人物
愛称である「あやや」は、デビュー当時にテレビ東京の音楽番組『MUSIX!』にて飯田圭織が命名したものであり、モーニング娘。の曲「恋のダンスサイト」の一節「アイヤイヤー」が「あやや」と聞こえることに由来する。「AYAYA」（呼称アヤヤ）が株式会社アップフロントグループの商標として2006年3月24日出願、2006年10月13日に登録済である（出願番号：商願2006-26123 登録番号：第4995372号）。姫路沖（播磨灘）上空には、神戸空港発着の航空機が通るウェイポイント「AYAYA」が存在した（2025年3月20日の飛行ルート変更に伴い廃止）。
近眼でコンタクトレンズを使用していたが、2007年にレーシック手術を受けた。
好きなアイドルグループは光GENJIとSPEEDで、松浦が初めて好きになったのが光GENJIであり、芸能界に入りたいと思ったきっかけはSPEEDに影響されたからである。
藤本美貴とはかつて同じハロー!プロジェクトに所属し、自他共に認める大親友だといわれている。
ハロー!プロジェクトからのソロアイドルデビューは異例かつ初めてのことであり、ハロプロ系アイドルブームの一端を担った。それより後のアイドルシーンが、従来のグループアイドルから踏み込んだ「会いに行けるアイドル」をコンセプトとしてストーリー性に重きを置いた「成長実感型」のグループアイドルが主流となったことから、後に「平成最後のソロアイドル」とも称されている。

## 作品
2012年現在、オリコン最高位は2位（シングル5作、オリジナル・アルバム2作、ベスト・アルバム1作）で、ユニット参加ではごまっとう、DEF.DIVAとして1位を獲得。売上認定では日本レコード協会のプラチナディスク（25万枚以上）が最高（オリジナル・アルバム2作）である。

### シングル
1. ドッキドキ!LOVEメール（2001年4月11日）
2. トロピカ〜ル恋して〜る（2001年6月13日）
3. LOVE涙色（2001年9月5日）
4. 100回のKISS（2001年11月28日）
5. ♡桃色片想い♡（2002年2月6日）
6. Yeah! めっちゃホリディ（2002年5月29日）
7. The 美学（2002年9月19日）
8. 草原の人（2002年12月11日）
9. ね〜え?（2003年3月12日）
10. GOOD BYE 夏男（2003年6月4日）
11. THE LAST NIGHT（2003年9月26日）
12. 奇跡の香りダンス。（2004年1月28日）
13. 風信子（ヒヤシンス）（2004年3月10日）
14. YOUR SONG〜青春宣誓〜（2004年7月14日）
15. 渡良瀬橋（2004年10月20日）
16. ずっと 好きでいいですか（2005年2月23日）
17. 気がつけば あなた（2005年9月21日）
18. 砂を噛むように…NAMIDA（2006年2月1日）
19. 笑顔[29]（2007年8月29日）
20. きずな（2008年5月21日）
21. チョコレート魂（2009年2月11日）

### デジタル・シングル
1. Addicted（2022年11月25日）

### 企画シングル
1. 天才!LET'S GO あややム（2004年11月26日）（「あややムwithエコハムず」名義）

### アルバム

#### オリジナル・アルバム
1. ファーストKISS（2002年1月1日）
2. T・W・O（2003年1月29日）
3. ×3（2004年1月1日）
4. ダブル レインボウ（2007年10月10日）
5. 想いあふれて（2009年1月21日）

#### 企画アルバム
- Naked Songs（2006年11月29日）
  - バンド演奏によるスタジオライブ形式のセルフカバー・洋楽カバー・新曲を加えた企画盤。
- Click you Link me（2010年11月24日）
  - セルフカバー洋楽カバー・新曲を加えた企画盤。2011年2月23日にアナログ盤を発売。

#### ベスト・アルバム
1. 松浦亜弥ベスト1（2005年3月24日）
2. 松浦亜弥 10TH ANNIVERSARY BEST（2011年12月21日）

#### ハワイ限定ベスト・アルバム
1. シングル・ベスト SPECIAL EDITION FOR HAWAII （2003年度ハワイ限定盤）（2003年12月15日）
2. シングル・ベスト SPECIAL EDITION FOR HAWAII （2005年度ハワイ限定盤）（2005年3月25日）
  - ともに、かつて出店していたハワイのハロー!プロジェクトオフィシャルショップおよび、ファンクラブ通販のみで発売。

#### サウンドトラック
- 松浦亜弥ミュージカル「草原の人」オリジナルキャスト盤（2003年3月5日）
- 「リボンの騎士 ザ・ミュージカル」ソング・セレクション（2006年7月26日）

#### その他参加作品
| 発売日         | 曲名                                                                                     | 収録された作品                                       | CDレーベル                                          | 備考 |
| -------------- | ---------------------------------------------------------------------------------------- | ---------------------------------------------------- | --------------------------------------------------- | --- |
| 2002年5月22日  | 「神田川」「冬が来る前に」「ひこうき雲」「てんとう虫のサンバ」「長い間」「さとうきび畑」 | FOLK SONGS 2                                         | PICCOLO TOWN                                        | |
| 2004年2月25日  | 「なごり雪」「スカボロー・フェア」                                                       | FS5〜卒業〜                                          | PICCOLO TOWN                                        | |
| 2007年10月17日 | 日野皓正のトランペット演奏で「ラッパと娘」                                               | 服部良一 〜生誕100周年記念トリビュート・アルバム〜   | ユニバーサル ミュージック                           | このアルバムの服部良一、服部克久、服部隆之に2007年日本レコード大賞特別賞                                     |
| 2008年10月22日 | 「道化師のソネット」                                                                     | さだまさしトリビュート さだのうた                    | ユニバーサル ミュージック                           | |
| 2008年11月19日 | 「あなたに逢いたくて」                                                                   | 男と女 -TWO HEARTS TWO VOICES-                       | ユニバーサル ストラテジック マーケティング ジャパン | このアルバムを含む「男と女」シリーズにてデュエット相手の稲垣潤一とユニバーサルが2009年日本レコード大賞企画賞 |
| 2008年12月10日 | 「花いちもんめ」                                                                         | プッチベスト9                                        | zetima                                              | 洋服の青山CMソング                                                                                           |
| 2009年2月25日  | 「ヘイ・ポーラ」（原題・Hey! Paula -1962-）                                              | アメリカンポップス&スタンダード 〜テネシーワルツ〜   | ファイブズエンタテインメント                        | 五木ひろしとデュエット                                                                                       |
| 2009年3月25日  | 「飾りじゃないのよ涙は」                                                                 | Many Happy Returns                                   | ユニバーサル シグマ                                 | CHAGEとデュエット                                                                                            |
| 2010年2月      | （詩の朗読）                                                                             | 「子供の詩 有本芳水賞創設20周年記念 受賞作品朗読CD」 | ひめしん文化会                                      | （朗読者の一員として参加）非売品                                                                             |
| 2010年10月13日 | 「根の歌」                                                                               | 根の歌（シングル）                                   | ユニバーサル シグマ                                 | 堂珍嘉邦杏里布施明石川さゆり鈴木雅之参加のユニットコーラスジャパン（RootsアロマインパクトのCMソング)         |
| 2011年3月18日  | 「ふたり大阪」                                                                           | 着うたなどDL販売のみ                                 | ABC朝日放送携帯サイト,iTunes Store                  | 松浦亜弥主演朝日放送ドラマサクラとさつきテーマソング                                                         |
| 2024年10月23日 | 「Subject:さようなら」                                                                   | Precious Days (竹内まりやのアルバム)                 | ワーナーミュージック・ジャパン                      | 竹内まりやが松浦に提供した曲のセルフカバーにコーラスで参加                                                   |

### DVD/VHS（シングル）
1. 松浦シングルMクリップス 1（2002年10月9日）
2. シングルV・草原の人（2002年12月11日）
3. シングルV・ね〜え?（2003年3月12日）
4. シングルV・GOOD BYE 夏男（2003年6月4日）
5. シングルV・THE LAST NIGHT（2003年9月26日）
6. シングルV・奇跡の香りダンス。（2004年1月28日）
7. 松浦亜弥シングルVクリップス 2（2004年4月14日）
8. シングルV・YOUR SONG 〜青春宣誓〜（2004年7月28日）
9. シングルV・渡良瀬橋（2004年11月10日）
10. シングルV・ずっと好きでいいですか（2005年3月2日）
11. シングルV・気がつけば あなた（2005年9月28日）
12. シングルV・砂を噛むように…NAMIDA（2006年2月8日）
13. 砂を噛むように…NAMIDA〜スタジオライブ〜（2006年3月29日）
14. シングルV・笑顔（2007年9月12日）
15. シングルV・きずな（2008年6月4日）
16. シングルV・チョコレート魂（2009年2月25日）

### DVD/VHS（コンサート）
1. 松浦亜弥ファーストコンサートツアー2002春 〜ファーストデート〜 2002.6.02 at 東京国際フォーラム（2002年8月7日）
2. 松浦亜弥コンサートツアー2002秋 〜Yeah! めっちゃライブ〜 at 中野サンプラザ（2003年2月19日）
3. 松浦亜弥コンサートツアー2003春 〜松リング PINK〜 （2003年9月18日）
4. 松浦亜弥コンサートツアー2003秋 〜あややヒットパレード!〜 （2004年2月4日）
5. 松浦亜弥コンサートツアー2004春 〜私と私とあなた〜 （2004年8月11日）
6. 松浦亜弥コンサートツアー2004秋 〜◇松クリスタル◇代々木スペシャル〜（2004年12月1日）
7. 松浦亜弥コンサートツアー2005春 〜101回目のKISS~HAND IN HAND~〜 （2005年7月20日）
8. 後浦なつみファーストコンサートツアー2005春トライアングルエナジー（2005年8月3日）
9. ハロ☆プロパーティ〜! 2005〜松浦亜弥キャプテン公演〜（2005年12月7日）
10. 松浦亜弥コンサートツアー2006春 〜OTONA no NAMIDA〜（2006年9月6日）
11. 松浦亜弥 上海ライブ（2006年10月25日）
12. 松浦亜弥コンサートツアー2006秋 〜進化ノ季節…〜（2007年1月17日）
13. 松浦亜弥コンサートツアー2007秋 〜ダブル レインボウ〜（2008年1月23日）
14. 松浦亜弥コンサートツアー2008春 『AYA The Witch』（2008年9月24日）
15. 松浦亜弥コンサートツアー2009秋 〜想いあふれて〜（2009年12月23日）
16. 松浦亜弥  ファンクラブイベント  VOL 1-2008
17. 松浦亜弥 マニアックライブ   VOL 2-2009
18. 松浦亜弥 マニアックライブ   VOL 3-2010
19. 松浦亜弥 マニアックライブ   VOL 4-2012
20. 松浦亜弥 マニアックライブ   VOL.5-2013

### Blu-ray（コンサート）
1. 松浦亜弥 ラグジュアリー・クリスマス・ナイト 2013 at COTTON CLUB （2015年2月11日）

## 公演

### コンサート
- Hello! Project 2001 すごいぞ! 21世紀（1月2日 - 2月25日）
- モーニング娘。CONCERT TOUR 2001 “ライブレボリューション春”（3月20日 - 4月15日）※ゲスト出演
- Hello! Project 2001 -TOGETHER! サマーパーティー!（7月14日 - 29日）
- Hello! Project 2002〜今年もすごいぞ〜（2002年）
- 松浦亜弥 ファーストコンサートツアー2002春 「First Date」（3月30日 - 6月2日）
- Hello! Project 2002 ONE HAPPY SUMMER DAY-
- 松浦亜弥 サマーライブ2002コンサート
- 松浦亜弥 コンサートツアー2002秋 「Yeah!めっちゃライブ」
- Hello! Project 2003 Winter 〜楽しんじゃってます!〜
- 松浦亜弥 コンサートツアー2003春 「松リングPINK」
- Hello! Project 2003夏〜よっしゃ! ビックリサマー!!〜
- 松浦亜弥コンサートツアー2003秋 〜あややヒットパレード!〜（8月30日 - 12月7日）
- 慶應義塾大学第45回三田祭前夜祭 〜あややヒットパレード!特別編～ in KEIO!（11月15日、慶應義塾大学日吉記念館）
- Hello! Project 2004 Winter 〜C'MON! ダンスワールド〜（1月3日 - 6日：中野サンプラザ、10日・11日：大阪厚生年金会館・大ホール、17日・18日：名古屋市民会館・大ホール、24日・25日：横浜アリーナ）
- 第25回記念日刊スポーツ主催 2004神宮花火大会 ハナビアンナイト国立霞ヶ丘競技場観覧会場に出演
- 松浦亜弥コンサートツアー2004春 〜私と私とあなた〜（4月3日 - 6月27日）
- Hello! Project 2004 SUMMER 〜夏のドーン!〜（7月17日・18日：名古屋市総合体育館レインボーホール、24日・25日：大阪城ホール、7月31日・8月1日：国立代々木競技場第一体育館）
- 松浦亜弥コンサートツアー2004秋 〜松◇クリスタル◇〜（9月18日 - 11月30日）
- 松浦亜弥コンサートツアー2004秋 〜松◇クリスタル◇ 代々木スペシャル〜（9月25日・26日、国立代々木競技場第一体育館）
- Hello! Project 2005 Winter A HAPPY NEW POWER! 紅組（1月3日 - 6日：中野サンプラザ、15日・16日：大阪厚生年金会館・大ホール、22日・23日：名古屋市民会館・大ホール）
- 松浦亜弥コンサートツアー2005春 『101回目のKISS〜HAND IN HAND〜』（2月25日 - 5月7日）
- 愛・地球博前夜祭記念スペシャルコンサート 松浦亜弥コンサートツアー2005春『101回目のKISS〜HAND IN HAND〜』（3月20日・21日）
- 後浦なつみコンサートツアー2005春「トライアングルエナジー」（4月10日 - 5月8日）
- ハロ☆プロパーティー! 2005 〜松浦亜弥キャプテン公演〜（5月21日 - 6月26日）
- 新姫路市誕生記念 松浦亜弥・W・メロン記念日 コンサート in 姫路城〜松浦亜弥 里帰りスペシャル〜（2005年8月20日）
- ハロ☆プロパーティー! 2005 〜松浦亜弥キャプテン公演NEO〜（9月3日 - 11月27日）
- Hello! Project 2006 Winter 〜エルダークラブ〜（1月2日 - 21日）
- 松浦亜弥コンサートツアー2006春 『OTONA no NAMIDA』（4月1日 - 6月25日）
- 松浦亜弥特別演唱 （新天地ARK 中華人民共和国・上海）（6月9日）
- 松浦亜弥コンサートツアー2006秋 『進化ノ季節…』（9月9日 - 11月5日）
- Hello! Project 2007 Winter 〜集結! 10th Anniversary〜（2007年1月27日・28日、横浜アリーナ）
- GAM 1stコンサートツアー2007初夏 『グレイト亜弥&美貴』（5月26日 - 7月3日）
- 松浦亜弥コンサートツアー2007秋 『ダブル レインボウ』（10月13日 - 11月24日）
- 松浦亜弥コンサートツアー2008春 『AYA The Witch』（5月24日 - 7月5日）
- 松浦亜弥コンサートツアー2009秋 『想いあふれて』（9月5日 - 10月10日）
- Hello! Project COUNTDOWN PARTY 2013 〜GOOD BYE & HELLO!〜（2013年12月31日 - 2014年1月1日、中野サンプラザ）

### イベント
- 松浦亜弥ファンクラブツアー in ハワイ（2003年12月22日 - 28日、ハワイ）ゲスト:カントリー娘。
- 松浦亜弥ファンの集い（2004年10月11日、Zepp Osaka / 10月17日、新木場スタジオコースト）
- 松浦亜弥ファンクラブツアー in ハワイ vol.2（2005年3月25日 - 30日、ハワイ）
- 2005年6月度 ハロー!プロジェクト ファンクラブ限定イベント（2005年6月16日・17日・21日、パシフィックヘブン）
- 「ほんとにあった怖い話」〜3D恐怖シアター（2005年7月16日 - 、お台場冒険王イベント内で上映）
- あややと過ごすファンの集い（2006年7月8日、ラフォーレミュージアム六本木 / 7月9日、大阪・シアターBRAVA!）
- カジュアルディナーショー（2006年7月16日・17日、広尾ラ・クロシェット）
- カジュアルディナーショー（2007年4月7日・8日、広尾ラ・クロシェット / 4月15日、大阪 フラミンゴ ジ アルーシャ）
- GREAT HAWAIIAN TOUR with GAM〜まだ夏は終わらない。終わらせない〜（2007年9月6日 - 12日、ハワイ）
- 松浦亜弥ファンクラブイベント2008（2008年7月12日、御堂会館 / 7月13日、横浜BLITZ）位置付けは「マニアックライブ vol.1」に相当。
- お台場冒険王ファイナル〜君が来なくちゃ終われない!〜 「ともえちゃんフォークジャンボリー」メインゲスト出演（2008年）
- 松浦亜弥 Special Live 2008 at STB139（2008年10月20日・21日・26日・11月9日、六本木スイートベイジルSTB139）
- 松浦亜弥ファンクラブイベント「マニアックライブ vol.2」（2009年7月18日・御堂会館 / 7月25日・横浜BLITZ）
- 松浦亜弥 Special Live 2010 at STB139（2010年2月14日・3月13日・3月14日、六本木スイートベイジルSTB139）
- 松浦亜弥ファンクラブイベント「マニアックライブ vol.3」（2010年6月26日・森ノ宮ピロティホール / 6月27日・横浜BLITZ）
- 松浦亜弥 COTTON CLUB LIVE（2010年9月11日・12日、COTTON CLUB）
- 松浦亜弥ファンクラブイベント「マニアックライブ vol.4」（2012年2月5日・赤坂BLITZ）
- 松浦亜弥ファンクラブイベント「マニアックライブ vol.5」（2013年7月14日・原宿クエストホール）

### ディナーショー
- MATSUURA AYA First Dinner Show 2006 Winter（ルネッサンスサッポロホテル、品川プリンスホテル、ウェスティンナゴヤキャッスル、リーガロイヤルホテル）
- 松浦亜弥X'masディナーショー2007（山形国際ホテル、品川プリンスホテル、リーガロイヤルホテル、ウェスティンナゴヤキャッスル）
- 松浦亜弥X'masディナーショー2008（リーガロイヤルホテル、リーガロイヤルホテル広島、品川プリンスホテル）
- 松浦亜弥X'masディナーショー2009（品川プリンスホテル）
- 松浦亜弥 ラグジュアリー・クリスマス・ナイト2013（2013年12月20日・21日、COTTON CLUB）

### ミュージカル
- 草原の人（2003年2月7日 - 11日：大阪・万国博ホール、15日 - 23日：ル テアトル銀座）- 主演（井上愛子役）
  - 同年5月21日にVHSとDVDが発売されている。
- リアルオーディション（2004年2月6日 - 12日：メルパルク東京、18日 - 22日：大阪厚生年金会館芸術ホール）- 主演（水島あすか役）
  - 同年5月12日にDVDが発売されている。
- リボンの騎士ザ・ミュージカル（2006年8月、新宿コマ劇場 演出：木村信司） - フランツ王子役（石川梨華・安倍なつみとのトリプルキャスト、松浦は8月13・14・15・19・20日公演に出演）
- 竹内まりやソングミュージカル 『本気でオンリーユー』（2008年9月12日 - 10月5日、PARCO劇場）- 主演（葉山知可子役）

### 演劇
- すけだち（2007年8月5日 - 14日、新宿コマ劇場）- 筧利夫とのダブル主演
  - 2007年12月5日にDVDがポニーキャニオンより発売されている。（規格番号：QWBT-50006）

## 出演

### バラエティ番組
現在のレギュラー番組
過去の出演番組
- 少女日記（2000年10月2日 - 2001年3月30日、テレビ東京系）
- アイドルをさがせ! 亜弥のDNA（2002年1月22 - 3月、テレビ東京系）
- 松浦亜弥の台湾あやや化計画!（2002年、RKB毎日放送制作・TBS系）
- 24時間テレビ「国境なき家族の絆〜松浦亜弥16歳 感動カンボジア体験記」（2002年、日本テレビ系）
- 美少女日記III（2002年10月 - 2003年3月、テレビ東京系）
- Mの黙示録（2001年10月3日 - 2003年9月30日、テレビ朝日）
- ティンティンTOWN!（2002年7月5日 - 2004年3月26日、日本テレビほか）
- ハローキッズ（2003年3月31日 - 6月27日）
- 生放送!いよいよ始まる!愛・地球博開幕スペシャル EXPOスーパーガイド（2005年3月25日、CBC）司会
- ミンナのテレビ（2005年4月13日 - 9月28日、日本テレビ系）司会
- A（2005年4月17日 - 6月26日、日本テレビ系） - 久米宏と司会担当
- ウタワラ（2005年10月16日 - 2007年1月28日、日本テレビ系）司会
- あややゴルフ（2006年4月4日 - 9月26日、日本テレビ）
- ハロー!モーニング。（2000年4月 - 2007年4月1日、テレビ東京系） - 第1回ハロプロ超感謝祭SP（2004年11月28日）、ワールドプッチゲーム（2006年9月17日）などのコーナーに出演。
- あややゴルフ2（2007年4月4日 - 9月26日、日本テレビ）
- あややNEWS（2007年8月25日放送開始、日テレNEWS24）
- コラボ☆ラボ 〜夢の音楽工房〜（2008年4月8日 - 2009年3月24日、WOWOW）コラボ☆ラボ“ウォッチャー”
- みんなスタースペシャル 2010年5月ディズニーチャンネル 日本のCATV各局とディズニーとのコラボレーション。司会
- メレンゲの気持ち（2007年4月7日 - 2011年9月24日[30]、日本テレビ）

### NHK紅白歌合戦出場歴
- 2006年（平成18年、第57回NHK紅白歌合戦）はGAMとしてモーニング娘と合同で出演。

| 年度/放送回               | 回 | 曲目                                               | 出演順 | 対戦相手     | 備考                                 |
| ------------------------- | -- | -------------------------------------------------- | ------ | ------------ | ------------------------------------ |
| 2001年（平成13年）/第52回 | 初 | LOVE涙色                                           | 01/27  | えなりかずき |                                      |
| 2002年（平成14年）/第53回 | 2  | Yeah! めっちゃホリディ                             | 06/27  | TOKIO        |                                      |
| 2003年（平成15年）/第54回 | 3  | ね〜え?                                            | 08/30  | 布施明       |                                      |
| 2004年（平成16年）/第55回 | 4  | 冬の童謡〜メリークリスマス &ハッピーニュー2005年〜 | 08/28  | nobodyknows+ | 後藤真希と合同で出演                 |
| 2005年（平成17年）/第56回 | 5  | 気がつけば好きすぎて♪ 盛り上がって♪LOVEマシーン!   | 05/29  | コブクロ     | DEF.DIVA &モーニング娘。と合同で出演 |

注意点
- 出演順は「出演順/出場者数」で表す。

### テレビドラマ
太字は主演
- 美・少女日記 （2000年10月2日 - 12月、テレビ東京）
全編鎌倉、七里ヶ浜ロケ作品。バラエティ番組『少女日記』内のドラマ。
- 美・少女日記 II （2001年1月 - 3月30日、テレビ東京）
ナオ役。全編沖縄ロケ作品。バラエティ番組『少女日記』内のドラマ。
- 最後の家族（2001年、テレビ朝日系）内山知美 役
- ゴールデンボウル 第9話（2002年6月22日、日本テレビ系）吉沢都 役
- 天使の歌声 〜小児病棟の奇跡〜（2002年8月9日、フジテレビ系）小笠原より子 役
  - 第29回放送文化基金賞をこのドラマで受賞。
- 新春ワイド時代劇『忠臣蔵〜決断の時』（2003年1月2日、テレビ東京系）大石主税の許婚 小波 役
- 24時間テレビスペシャルドラマ「ふたり 私たちが選んだ道」（2003年、日本テレビ系）　高木鈴 役
- 生放送はとまらない!（2003年10月10日、テレビ朝日）
- VICTORY!〜フットガールズの青春〜（2003年11月22日、フジテレビ系）足田蹴子 役
- 愛情イッポン! （2004年7月17日 - 9月18日、日本テレビ系）夏八木巴 役
- あの日にかえりたい。〜東京キャンティ物語〜2004（2004年10月10日、日本テレビ系）
- 1242kHz こちらニッポン放送 第1話（2005年6月22日、フジテレビディビジョン1）
- ほんとにあった怖い話・夏の特別編「黒髪の女」(2005年8月23日、フジテレビ系)　伊藤詩織 役
- 命の奇跡（2006年10月15日、TBS系） 平井佳美 役
  - CBCテレビ開局50周年記念スペシャルドラマ、平成18年度文化庁芸術祭参加作品
- ザ・クイズショウ （2009年4月18日 - 6月20日、日本テレビ系）高杉玲奈 役
- サクラとさつき（2011年4月1日、朝日放送） 春野サクラ 役

### ナレーション
- ワールドキャラバン〜世界の家族〜（2005年 - 2006年、フジテレビ系めざましテレビ内企画）
- めざまし地球紀行（2006年 - 2007年9月、フジテレビ系めざましテレビ内企画）
- オレを覚えていてほしい 〜ガン漂流・作家と読者の850日〜（2005年7月23日放送、NHK教育 ETV特集にて）
- 延長18回の伝説〜女子高生がみた「松山商業 vs 三沢」（2008年6月28日、青森放送・南海放送開局55周年記念番組）
- 課外授業 ようこそ先輩（NHK総合）
  - 「ぶつかりあって作れ おもしろキャラ」（2008年4月20日）
  - 「レッツ"イイ"ダンス!」（2009年4月26日）
- 世紀の歌声 ザンジバル島・推定95歳の歌姫（2008年8月16日、NHK BS2）
  - タンザニアのザンジバル島に住む推定95歳の歌姫、ビ・キドゥデ。いぶし銀の歌声と豪快な人生を、季節風がもたらしたどこか懐かしい調べとともに紹介する。
- 報道発 ドキュメンタリ宣言「石川遼 17歳の奇跡 〜日本人最年少で全英OP挑戦〜」（2009年7月13日、テレビ朝日）
- ハワイに恋して（2013年10月19日・11月2日・11月16日、BS12ch TwellV）

### ラジオ番組
レギュラー
- 「つんくばん」（2001年8月18日 - 2002年10月5日、TBSラジオ）内「コラッ!みゃとぅーら」コーナー
- 松浦亜弥Let's do it!!（2001年3月 - 2005年3月、ニッポン放送制作全国ネット）
- 松浦亜弥のオールナイトニッポン（2005年3月30日 - 2006年12月27日、ニッポン放送制作全国ネット）
- MBSヤングタウン土曜日（2002年4月6日 - 2003年3月22日、MBSラジオ）
- FIVE STARS（2007年10月2日 - 2009年9月29日、Inter FM）
  - 火曜日のDJ担当

単発
- TBC FUNふぃーるど・モーレツモーダッシュ（2005年9月19日 - 23日・10月3日 - 7日、東北放送）
- ハロプロやねん!（2004年3月12日・2005年10月1日、ABCラジオ）

ハロー!プロジェクトラジオドラマ
- 星砂の島・私の島（2003年8月11日、ニッポン放送）
- 浪花エンジェルズ 悪徳スーパーの裏を暴け!ナニワ三姉妹!（2004年3月28日、朝日放送）

### インターネット
- 第18回ハロプロビデオチャット（2005年7月19日、ハロー!プロジェクト on フレッツ）
- GyaO「ハロプロアワー」
  - 第9回 - 司会：松浦亜弥、ゲスト:安倍なつみ・夏焼雅（2006年6月23日 - ）
  - 第10回 - 松浦亜弥スペシャルライブ in 上海（2006年7月7日 - ）
  - 第11回 - 松浦亜弥スペシャルライブ in 上海 Vol.2（2006年7月21日 - ）
  - 第12回 - 司会：後藤真希、ゲスト:松浦亜弥・菅谷梨沙子（2006年8月4日 - ）
- 松浦亜弥のオールナイトニッポン"水深25時" （2006年9月28日〜12月28日 ニッポン放送 ポッドキャスティングステーション）
- Yahoo!ライブトーク（2008年5月27日）

### 映画
- 青の炎（2003年、東宝） - 福原紀子 役
  - 第18回高崎映画祭 最優秀新人女優賞をこの映画で受賞。
- 劇場版とっとこハム太郎 はむはむぱらだいちゅ! ハム太郎とふしぎのオニの絵本塔（2004年、東宝） - 声優・あややム 役
- スケバン刑事 コードネーム=麻宮サキ（2006年、東映） - 主演・K（四代目麻宮サキ） 役

### DVD（イメージビデオ）
- アロハロ! 松浦亜弥（2003年2月26日、アップフロントワークス）
- アロハロ!2 松浦亜弥（2004年7月7日、アップフロントワークス）

### CM
CM好感度調査（CM総合研究所調べ）の上位に何度もランキングされている。
- アサヒ飲料「三ツ矢サイダー」（2002年）
- 江崎グリコ「プリッツ」「ポッキー」（2002年-2006年）、「パピコ」(2004年-2006年)
- エフティ資生堂「ティセラ」（2002年 - 2004年）、「肌水 浸透スパウォーター」(2004年-2005年)
- キリンビバレッジ「午後の紅茶」（2003年4月 - 2008年3月）
- セイコーエプソン「カラリオプリンター」（2003年 - 2005年）- 2004年末には、モーニング娘。・Wとも共演。
- 兵庫県警「夏の全国交通安全運動」（2003年） - ポスターのみ。
- 尾崎商事「カンコー学生服」（2003年 - 2004年）
- セガ「ぷよぷよフィーバー」（2004年） - 夏には、前田健と共演。
- スカイパーフェクト・コミュニケーションズ「SKY PerfecTV!」（2004年 - 2005年） - 2005年には、大関・琴欧洲と共演。
- エフティ資生堂「スーパーマイルドシャンプー」（2004年 - 2005年）
- SUZUKI「スクーターLet's4」 （2004年 - 2005年）
- 日本郵政公社「平成17年度お年玉付年賀はがき」（2004年）
- シルク・ドゥ・ソレイユ「アレグリア2」（2004年 - 2005年）
- 愛・地球博「"アジアの子どもたちの秋の植樹祭"運動」（2004年 - 2005年）
- 洋服の青山（2005年2月 - 2009年1月）
- 日清食品「日清焼そばU.F.O.」（2005年 - 2006年）
- 日本民間放送連盟「テレビCMの日」（2005年）
- 日本郵政公社（現・日本郵便）「ゆうパック」（2005年 - ）
- 財団法人麻薬・覚せい剤乱用防止センター「薬物乱用防止キャンペーン『ダメ。ゼッタイ。』」（2006年） - ポスターのみ。
- SUZUKI「スクーターアドレスV50」（2006年）
- 厚生労働省「平成18年度『薬と健康の週間』」（2006年10月17日 - 23日） - ポスターのみ。
- 財団法人道路システム高度化推進機構「ETC普及促進PR」（2007年） - CM中の歌のみ（スーダラ節）。
- ユニ・チャーム「生理用ナプキン『CENTER-IN』」（2007年、テレビCM放映開始）
- ファミリーマート「キチンとチキン」（2008年12月 - ） - 藤岡藤巻の作詞・作曲によるCMソングも歌う。
- 高橋書店「2009年版「手帳は高橋」年末広告」（2008年12月） - CM中の歌のみ（Yeah!めっちゃホリディ）。
- 農林水産省「めざましごはんキャンペーン」（2009年1月 - 3月）
- ライオン「トップ クリアリキッド」（2009年2月 - ）
- サントリー「ビタミンウォーター」（2009年3月 - ）
- JTRootsアロマインパクト（2010年10月 - ） - 6人ユニットコーラスジャパンに参加
- ネスレ日本「ネスカフェ エクセラ」（2022年4月18日 - ）[31][注 5]

## 書籍
- あややになりたい!（2003年7月26日、ワニブックス）ISBN 4-8470-1469-3

共著
- 小貫信昭『亜弥とあやや』（2004年3月、ソニー・マガジンズ）ISBN 4-7897-2231-7

### 写真集
- 松浦亜弥 1st写真集（2001年12月1日、ワニブックス）ISBN 4-8470-2691-8
- ファースト・デート（2002年6月4日、講談社、撮影：根本好伸、講談社写真部）ISBN 4-06-330162-1
- アロハロ! 松浦亜弥写真集（2003年2月14日、角川書店、撮影：根本好伸）ISBN 4-04-853591-9
- アヤヤとミキティ（2003年4月11日、ワニブックス、撮影：水飼啓子）ISBN 4-8470-2761-2
- 松浦亜弥 in Hello! Project 2003夏（2003年9月30日、竹書房）ISBN 4-8124-1369-9
- まっ!ちゅら（2004年1月14日、ワニブックス、撮影：細野晋司）ISBN 4-8470-2788-4
- Aya Matsuura in Hello! Project 2004 Winter（2004年3月13日、竹書房） ISBN 4-8124-1596-9
- アロハロ!2（2004年6月25日、角川書店、撮影：西條彰仁）ISBN 4-04-894255-7
- AYA MATSUURA Concert Tour 2004 Spring~私と私とあなた~Photobook（2004年7月7日、竹書房）ISBN 4-8124-1755-4
- Hello! project 2004 summer 松浦亜弥（2004年9月28日、竹書房）ISBN 4-8124-1838-0
- a（2005年3月21日、ワニブックス、撮影：新津保建秀）ISBN 4-8470-2849-X
- 後浦なつみ TRIANGLE ENERGY 写真集（2005年7月6日、竹書房）ISBN 4-8124-2249-3
- AYA MATSUURA & COUNTRY MUSUME。―Hello!Project2005 夏の歌謡ショー 05’セレクション!コレクション!（2005年10月11日、大誠社）ISBN 4-902577-03-8
- 後藤真希&松浦亜弥in Hello!Project 2006 Winter（2006年4月7日、竹書房）ISBN 4-8124-2676-6

### 関連書籍
- 僕らの音楽 対談集 1（2005年8月、ソニー・マガジンズ）ISBN 4-7897-2507-3

## ゲーム
- 必勝パチンコ★パチスロ攻略シリーズ Vol.8 CR松浦亜弥（PlayStation 2、ディースリー・パブリッシャー）

## キャラクター・グッズ
- サンリオとのコラボレーションで「アヤンキー」と言うキャラクター商品を展開。ハローキティのデザイナー・山口裕子制作。
  - ショウワノートの文具
  - フェルナンデスの、ギター、ギターピック
  - 広島県にある田中食品のふりかけ
- ティンティンTOWN!（日本テレビ系）の、「プリンセス☆アヤヤ」の手品グッズ、幼児用コスチューム
  - 三菱鉛筆のえんぴつ、色えんぴつ、筆箱
- アニメ映画（東宝）のキャラクターで、「あややム」の人形、羽ペン

## ユニット活動
- シャッフルユニット
  - 三人祭（2001年）
  - おどる11（2002年）
  - SALT5（2003年）
  - H.P.オールスターズ（2004年）
- スペシャルユニット
  - ごまっとう（2002年）
  - 後浦なつみ（2004年 - 2005年）
  - DEF.DIVA（2005年 - 2007年）
  - GAM（2006年 - 2007年）
- Gatas Brilhantes H.P.（2003年 - 2004年）
- あややムwithエコハムず（2004年 - 2005年）